# Figurenkeramformer
Der Figurenkeramformer ist in Deutschland ein staatlich anerkannter Ausbildungsberuf nach Berufsbildungsgesetz.

## Ausbildungsdauer und Struktur
Die Ausbildungsdauer zum Figurenkeramformer beträgt in der Regel drei Jahre. Die Ausbildung erfolgt an den Lernorten Betrieb und Berufsschule.

## Arbeitsgebiete
Figurenkeramformer arbeiten in der keramischen Industrie und in Porzellanmanufakturen. Sie formen Figuren und Figurenteile, gießen Figuren und setzen Einzelteile zusammen. Dabei nutzen sie eine dünnflüssige Tonmischung, den Schlicker. Die Klebeflächen werden mit Garnierhölzern, Messer und Pinsel nachbearbeitet. Falls erforderlich, werden Stützen oder Platten an das Modell angebracht, um die Einzelteile zu stabilisieren. Wichtig ist dabei, dass sie die anschließenden Weiterverarbeitungsprozesse beachten, damit die Teile beim anschließenden Formen, Brennen oder Fügen nicht zerstört werden. Nach der Trocknung des Formlings wird die Arbeit nochmals geprüft, bevor er in einen Brennofen gelangt.

## Entwicklung
Eine Untersuchung des Ausbildungsberufes im Jahr 2010 ergab, dass eine Integration des Figurenkeramformers in den Keramiker nicht möglich ist. Auch wurde kein Handlungsbedarf gesehen, die Ausbildungsinhalte neu zu ordnen.

## Berufsschule
Figurenkeramformer besuchen beispielsweise die Knobelsdorff-Schule in Berlin oder die Staatliche Berufsschule in Selb.